# Gaisarjaure
Gaisarjaure är en sjö i Vilhelmina kommun i Lappland och ingår i Ångermanälvens huvudavrinningsområde. Sjön har en area på 0,649 kvadratkilometer och ligger 767,2 meter över havet. Gaisarjaure ligger i Vardo- Laster- och Fjällfjällen Natura 2000-område.

## Delavrinningsområde
Gaisarjaure ingår i det delavrinningsområde (725046-144790) som SMHI kallar för Utloppet av Gaisarjaure. Medelhöjden är 869 meter över havet och ytan är 7,56 kvadratkilometer. Det finns inga avrinningsområden uppströms utan avrinningsområdet är högsta punkten. Vattendraget som avvattnar avrinningsområdet har biflödesordning 3, vilket innebär att vattnet flödar genom totalt 3 vattendrag innan det når havet efter 464 kilometer. Avrinningsområdet består mestadels av kalfjäll (85 procent). Avrinningsområdet har 0,65 kvadratkilometer vattenytor vilket ger det en sjöprocent på 8,7 procent.